# Salvia hegelmaieri
Salvia hegelmaieri là một loài thực vật có hoa trong họ Hoa môi. Loài này được Porta & Rigo miêu tả khoa học đầu tiên năm 1892.